# جوزيف فيليبس (لاعب كريكت بريطاني)
جوزيف فيليبس (2 ديسمبر 1881 في المملكة المتحدة - 15 يناير 1951 في المملكة المتحدة) (بالإنجليزية: Joseph Phillips)‏ هو لاعب كريكت بريطاني (وحمل سابقاً جنسية المملكة المتحدة لبريطانيا العظمى وأيرلندا). لعب مع نادي وارويكشاير للكريكيت ‏.

## وصلات خارجية
- جوزيف فيليبس على موقع إي آس بي آن كريك إنفو (الإنجليزية)